# San Ignacio de Velasco (gemeente)
San Ignacio de Velasco is een gemeente (municipio) in de Boliviaanse provincie José Miguel de Velasco in het departement Santa Cruz. De gemeente telt naar schatting 61.462 inwoners (2018). De hoofdplaats is San Ignacio de Velasco. Met een oppervlakte van bijna 50.000 km² is het, na Charagua, de tweede grootste gemeente van het land.

## Indeling
De gemeente bestaat uit de volgende 3 kantons:
- Cantón San Ignacio (centrale plaats: San Ignacio de Velasco) - 35.086 inwoners (2001)
- Cantón Santa Ana (centrale plaats: Santa Ana de Velasco) - 2.287 inw.
- Cantón Santa Rosa de Roca - 4.039 inw.